# Sahibi
Sahibi o Sabi és un riu o torrent de muntanya al districte de Gurgaon a Haryana. Neix prop del llac Sambhar al Rajasthan i corre fins al Najafgarh jhil (llac) on desaigua a la vora del Territori de la Capital Nacional de Delhi; per la zona on passa, sovint inunda les terres veïnes de manera controlada i les fa molt fèrtils. L'aigua és aprofitada pel reg de les terres per mitjà de nombroses rescloses.